# Cautivo
Cautivo è il dodicesimo album in studio del cantante portoricano Chayanne, pubblicato nel 2005.

## Tracce
1. Te echo de menos
2. No te preocupes por mí
3. Cúrame
4. No sé por qué
5. Después de todo
6. Swing
7. Nada sin tu amor
8. En la orilla
9. Me llenas de tís
10. Antes de dormir

## Classifiche
| Classifica (2005) | Posizione più alta |
| ----------------- | ------------------ |
| Spagna            | 7                  |
| Stati Uniti       | 62                 |